# المنقم الأسفل (الحديدة)

تعديل مصدري - تعديل

المنقم الأسفل هي إحدى قرى مديرية الدريهمي، التابعة لمحافظة الحديدة اليمنية، بلغ تعداد سكانها 1409 نسمة حسب الإحصاء الذي أجري عام 2004.